# 溫仲和
溫仲和 (1849年—1904年)，字位中，号慕柳，又号定初，别号柳介，廣東省嘉應直隸州人，清朝政治人物、同進士出身。
光緒十四年，順天乡试中举，十五年（1889年），参加光緒己丑科殿試，登進士三甲91名。同年五月，改翰林院庶吉士。光緒十六年四月，散館，授翰林院檢討。